# Жижемский, Михаил Васильевич
Князь Михаил Васильевич Жижемский (? — после 1567) — голова, полковой и городовой воевода в правление Ивана Грозного.
Из княжеского рода Жижемские (Рюриковичи). Единственный сын воеводы князя Василия Михайловича Жижемского.

## Биография
Упомянут в городовых детях боярских. В 1543 году третий голова в Обоянске. В феврале 1547 года на бракосочетании царя Ивана Грозного с Анастасией Романовной Юрьевой-Захарьиной восьмой для рассылок при боярине и князе Глинском. В сентябре 1551 года послан в войске седьмой руки к Полоцку, а в октябре написан во вторую статью московских детей боярских.
В октябре 1557 года по роспуску больших воевод оставлен на воеводстве в Мценске. В 1558 году — первый воевода в Карачеве. В 1560 году второй воевода в Рыльске, а потом, по роспуску больших воевод отправлен воеводой в город Новгород-Северский. Во время набега крымских татар под командованием Дивей-мурзы на посады Рыльска Михаил Жижемский отражал набег.
В конце 1562 — начале 1563 года участвовал в походе русской армии царя Ивана Грозного на Полоцк. Во время полоцкого похода спал в царском стане. В 1563 году воевода в Карачеве.
В марте 1565 года отправлен первым воеводой в Велиж вместо воеводы В. Карпова. В июле того же года получил приказ идти с Брянска с «судовой ратью» вторым воеводой на Великие Луки и Полоцк, в поход против Великого княжества Литовского. В этом же году сидел десятым за столом при угощении польского посла у князя и боярина Бельского.
В 1566 году присутствовал на Земском соборе. Был тысячником 3-й статьи и служил по городу Малоярославец.
В апреле 1567 года отправлен вторым воеводой с полком левой руки в Каширу, где защищал южнорусские рубежи от набега крымского хана Девлета Герая. В 1568 году годовал третьим воеводой в Полоцке. В 1580 году первый воевода в Велиже.